# برنار گی
برنار گی (فرانسوی: Bernard Gui‎؛ زادهٔ حوالی سال‌های ۱۲۶۱ یا ۱۲۶۲ – ۳۰ دسامبر ۱۳۳۱) یک طلبهٔ روحانی فرقه دومینیکن، اسقف لودِو و تفتیش‌گر عقاید مذهبی اهل فرانسه در دروان تفتیش عقاید قرون وسطا بود. به سبب تصویرسازی‌های تخیلی از او در فرهنگ عامه معاصر به‌ویژه در رمان نام گل سرخ اثر اومبرتو اکو، او بی‌شک مشهورترین تفتیش‌گر عقاید مذهبی محسوب می‌شود، حال آنکه در میان معاصران خود و همچنین تاریخ‌دانان معاصر، شهرت او به‌واسطهٔ دستاوردهایش در مدیریت، دیپلماسی و تاریخ‌نگاری است. بسیاری از آنچه دربارهٔ او می‌دانیم از یک قدیس‌نگاری کوتاه که توسط برادرزاده‌اش «پی‌یر گی» نوشته شده به‌دست آمده که بخشی از یک کارزار محدود و ناموفق برای قدیس‌سازی او بود. پی‌یر گی در این قدیس‌نگاری، دو معجزه را به وی نسبت داده است: یکی درمان بی‌خوابی مفتش مذهبی بارسلون «آرنالدوس بورگتی» و دیگری درمان تب و دیسانتری طلبهٔ دینی «گی‌یرموس دِ دارگادا».
برنار گی در اوایل دههٔ ۱۲۷۰ میلادی به صومعه لیموژ پیوست و طی دههٔ بعدی به فراگیری دستور زبان، منطق، فلسفه (به‌ویژه آثار ارسطو) و الهیات در جنوب فرانسه و به‌خصوص در مون‌پلیه پرداخت.
وی مابین سال‌های ۱۳۱۶ تا ۱۳۲۰ میلادی، دادستان کل فرقه دومینیکن بود و
منافع و دیدگاه‌های این فرقه را در دادگاه پاپ ژان بیست‌ودوم واقع در ایالت پاپی اوینیون نمایندگی می‌کرد و در این مدت، از جانب پاپ، مأموریت‌های دیپلماتیک را نیز به‌عهده داشت. او در ۲۶ اوت ۱۳۲۳ اسقف توی شد (که البته به‌سبب شغلش به‌عنوان مفتش عقیدتی، چندان به این کارش نمی‌رسید) و در اکتبر ۱۳۲۴ میلادی، اسقف لودِو شد.
برنار گی مابین سال‌های ۱۳۰۷ تا ۱۳۲۳ میلادی به نمایندگی از پاپ کلمنت پنجم و پاپ ژان بیست‌ودوم، رئیس تفتیش‌گران عقاید در شهر تولوز بود.
وی در ۳۰ دسامبر ۱۳۳۱ میلادی اقامتگاه اسقفی خود در قلعهٔ لورو درگذشت و پس انجام مراسم تشییع جنازه در کلیسای جامع لودِو، پیکرش به لیموژ منتقل شد تا در کلیسای صومعه دومینیکن به خاک سپرده شود. مقبرهٔ او در جریان جنگ‌های مذهبی فرانسه در اواخر قرن شانزدهم میلادی غارت شد.

## نگارخانه

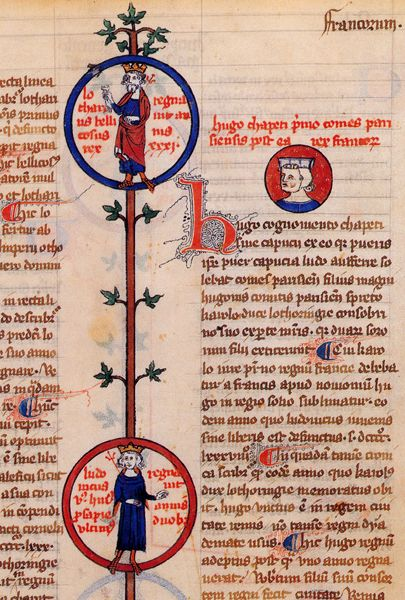
تصویری از رونوشت «شجره‌نامهٔ خاندان فرانک» (Arbor genealogiae regum francorum) که توسط برنار گی در دههٔ ۱۳۳۰ میلادی تهیه‌شده است و در آن، دو پادشاه دودمان کارولنژی، یعنی لوتار فرانسه و لوئی پنجم نشان داده شده است.
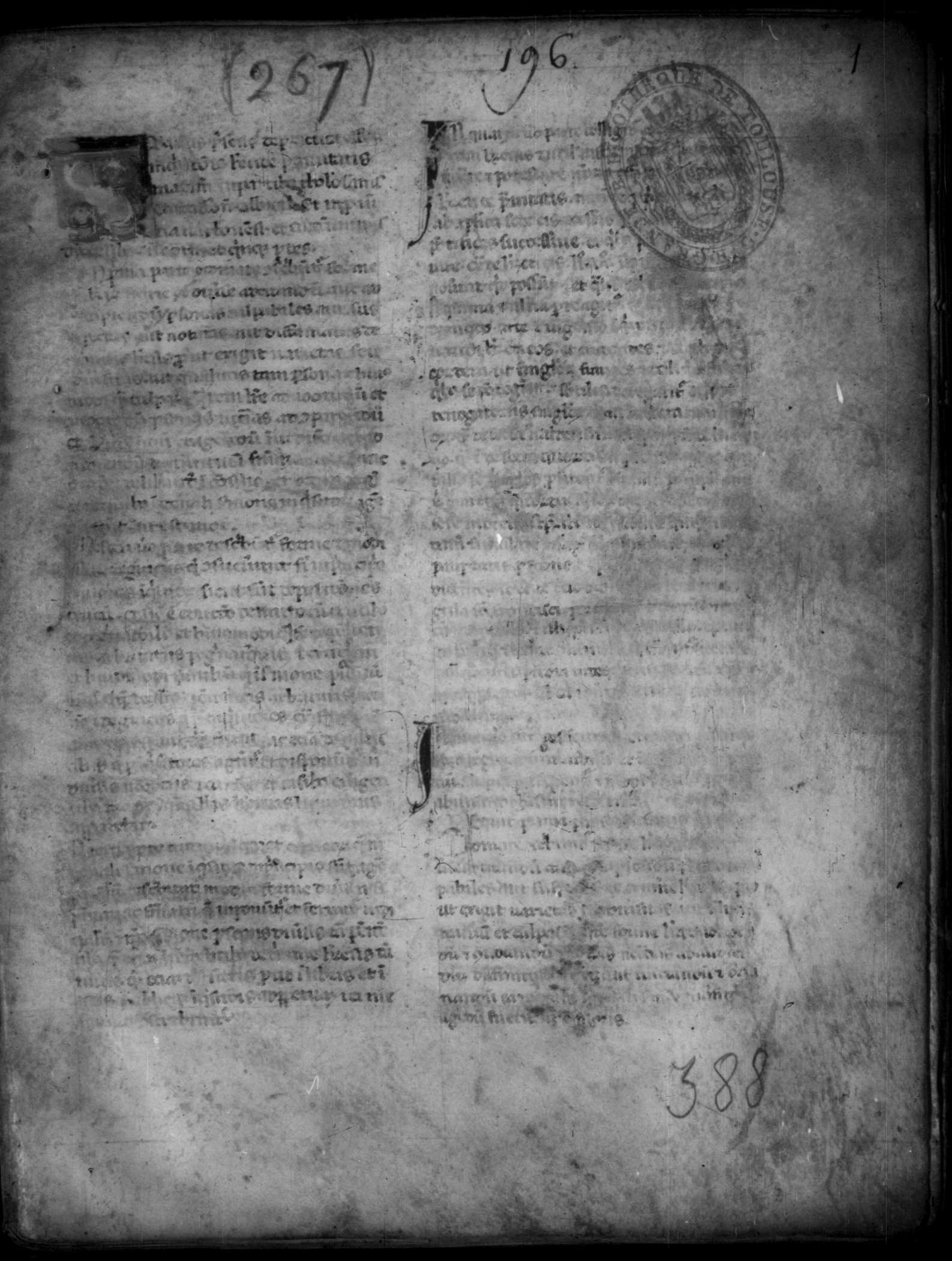
دست‌نوشته‌ای از «گزارش رسمی استفسار و تحقیق دربارهٔ یک فساد بدعت‌آمیز» (Practica officii inquisitionis heretice pravitatis) مربوط به قرن چهاردهم میلادی. تولوز، کتابخانه مطالعات و میراث،  دست‌نوشته‌های وجوه مالی، ام‌اس ۳۸۸